# Тарасенко, Александр Иванович
Александр Иванович Тарасенко (5 декабря 1920, Курковичи, Гомельская губерния — 28 сентября 1943, Черниговская область) — советский военнослужащий, командир взвода 54-го гвардейского кавалерийского полка 14-й гвардейской кавалерийской дивизии 7-го гвардейского кавалерийского корпуса 61-й армии Центрального фронта, гвардии лейтенант. Участник Великой Отечественной войны, Герой Советского Союза.

## Биография
Родился 5 декабря 1920 года в селе Курковичи (ныне — Стародубского района Брянской области). Член ВЛКСМ с 1939 года. Окончил восемь классов средней школы. Работал токарем на судоремонтном заводе в Севастополе.
В 1940 году призван в ряды Красной Армии. В 1941 году окончил Тамбовское кавалерийское училище. В боях Великой Отечественной войны с мая 1942 года. Воевал на Западном, Юго-Западном и Центральном фронтах.
22 сентября 1943 года командир взвода 54-го гвардейского кавалерийского полка комсомолец гвардии лейтенант А. И. Тарасенко в бою за село Куликовка Городнянского района Черниговской области в критическую минуту со связкой гранат бросился навстречу вражескому танку и подбил его. К утру 23 сентября 1943 года село было освобождено.
28 сентября 1943 года гвардии лейтенант А. И. Тарасенко скончался от полученных ранений. Похоронен в селе Чернотичи Сосницкого района Черниговской области.
Указом Президиума Верховного Совета СССР «О присвоении звания Героя Советского Союза генералам, офицерскому, сержантскому и рядовому составу Красной Армии» от 15 января 1944 года за «образцовое выполнение боевых заданий командования на фронте борьбы с немецкими захватчиками и проявленными при этом отвагу и геройство» гвардии лейтенанту Тарасенко Александру Ивановичу присвоено звание Героя Советского Союза.
Награждён орденами Ленина, Отечественной войны 1-й степени.
Именем Героя названы Стародубский кадетский казачий корпус, улицы в городе Стародуб и селе Курковичи. Его имя выбито на плите мемориала погибшим воинам, партизанам и жителям Сосницкого района в посёлке городского типа Сосница Черниговской области.